# Pot-au-feu

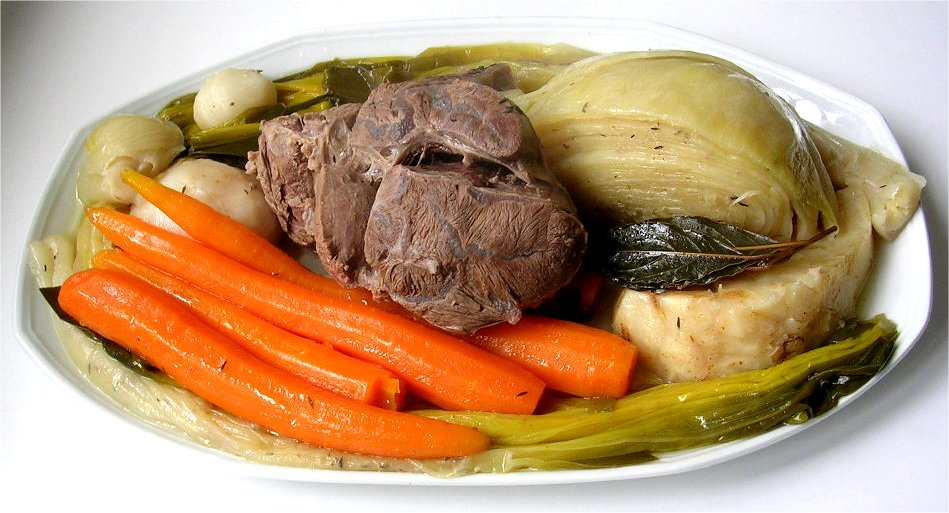
Una preparació emplatada de pot-au-feu.

El pot-au-feu és un plat tradicional i típic de la cuina francesa, compost de carn de bou que es cou en un brou aromatitzat per hortalisses i un bouquet garni. Segons alguns autors espanyols, aquest bullit o mena de carn d'olla o ollada seria influència de l'olla podrida típica de la cuina espanyola del segle xvii. Però el pot-au-feu pertany a l'extensa família dels bullits francesos, plats ancestrals d'origen rural i humil que existeixen en tot Europa, per la qual cosa les variants regionals i nacionals són nombroses segons els ingredients locals.

## Ingredients
La recepta que dona Jules Gouffé en el seu llibre El llibre de cuina (1867) té carn i ossos de bou, una ceba amb un clavell d'espècia, pastanagues, porros, naps, xirivies i api. La recepta que dona Chef Simon en el segle XXI per a un pot-au-feu tradicional, inclou quatre talls diferents de carn de bou, os de canya, pastanagues, porros, naps, ceba amb un clau d'espècia, all, pebre, farigola i llorer.

## Presentació
Se serveix a part el brou resultat de la cocció, en el qual a vegades es couen fideus, arròs o pasta, encara que sovint es reserva per al sopar. Al mateix temps se separa el moll dels ossos, que els comensals poden menjar en torrada. Després se serveix la carn, acompanyada d'un polsim de mostassa de Dijon, juntament amb les verdures. Les restes de carn es poden picar i utilitzar-se per a l'elaboració d'un pastís de carn, però no és habitual a França.

## Història
Coure aliments en una olla de fang constitueix un dels principis bàsics de la història culinària universal. A l'origen la paraula pot-au-feu designava l'olla (pot) que es posava en el foc (feu), i en la qual es coïen plegats diversos ingredients en un líquid durant hores. El nom del recipient va passar per metonímia a ser un terme genèric per al seu contingut més comú: les sopes i potatges a base de carns i hortalisses. A la mateixa família pertanyen les potées franceses encara que en la major part d'aquestes el brou es consumeix durant la cocció, a diferència del pot-au-feu.

## Cultura
És un plat de tradició rústica: "Quan s'asseia per a sopar, davant de la taula rodona coberta amb unes estovalles de tres dies, davant del seu marit que descobria la sopera declarant amb aire encantat: "Ah! Un bon pot-au-feu! No conec res de millor", pensava en els sopars fins, en els coberts d'argent lluents, en les tapisseries poblades de personatges antics i ocells estranys enmig d'un bosc encantat; pensava en els plats exquisits servits en vaixelles meravelloses, en les galanteries sussurrades i escoltades amb un somriure d'esfinx, menjant al mateix temps la carn rosada d'una truita o de les ales d'oca." (Maupassant, L'ornament, 1884).